# غريغوار مبيدا
غريغوار مبيدا (بالفرنسية: Grégoire M'Bida)‏ ، من مواليد 27 يناير 1952 ، لاعب كرة قدم كاميروني سابق.
لعب مع منتخب الكاميرون لكرة القدم.

## وصلات خارجية
- غريغوار مبيدا على موقع قاعدة بيانات كرة القدم.إي يو (الإنجليزية)
- غريغوار مبيدا على موقع ناشيونال فوتبول تيمز (الإنجليزية)